# Hasanpur
Hasanpur là một thành phố và là nơi đặt ban đô thị (municipal board) của quận Jyotiba Phule Nagar thuộc bang Uttar Pradesh, Ấn Độ.

## Địa lý
Hasanpur có vị trí 28°43′B 78°17′Đ / 28,72°B 78,28°Đ Nó có độ cao trung bình là 201 mét (659 feet).

## Nhân khẩu
Theo điều tra dân số năm 2001 của Ấn Độ, Hasanpur có dân số 53.340 người. Phái nam chiếm 53% tổng số dân và phái nữ chiếm 47%. Hasanpur có tỷ lệ 43% biết đọc biết viết, thấp hơn tỷ lệ trung bình toàn quốc là 59,5%: tỷ lệ cho phái nam là 49%, và tỷ lệ cho phái nữ là 37%. Tại Hasanpur, 18% dân số nhỏ hơn 6 tuổi.